# Abdallah d'Asbonne
Abdallah Hazboun, nom plus tard francisé en Abdallah d'Asbonne, né le 26 octobre 1776 à Bethléem (Syrie ottomane) et mort le 22 novembre 1859 à Melun (Seine-et-Marne), est un mamelouk qui a servi à la Garde impériale de Napoléon Ier. En 1834, il est nommé consul de France à Mascara auprès de l'émir Abd el-Kader et reste en poste jusqu'en 1837.

## Biographie

### Origine
Abdallah Hazboun est né à Bethléem le 26 octobre 1776 dans une famille catholique, et est baptisé en l'église Sainte-Catherine le 10 novembre. Il est le fils de Michel Hazboun, « homme de lettres et propriétaire à Bethléem » et d'Elné Hanouche. Bien que sur tous les premiers documents officiels en français le concernant son nom soit toujours orthographié Dasbune, il signe en arabe 'Abdallah Hazbun. Son prénom est toujours orthographié Abdalla, son nom de famille évoluant de Hazboun en Dasbune puis Dasbonne, enfin d'Asbonne.

### Campagne d'Égypte
Abdalla a sans doute appris le français, et se trouve en Égypte à l'arrivée de Napoléon Bonaparte. Il s'engage dans l'armée française à 21 ans le 15 thermidor an VI (2 août 1798) comme guide-interprète à l’état-major général de l'armée d'Orient. Il participe aux combats de la campagne d'Égypte et de Syrie. À la bataille d'Héliopolis, il est gravement blessé et a son premier cheval tué sous lui. Incorporé en 1800 dans les janissaires syriens, il arrive en France en novembre 1801 avec les troupes françaises retirées d'Orient, et entre dans le nouveau corps des mamelouks de la Garde consulaire, caserné à Melun.

### Au corps des mamelouks
Le 25 germinal an X (15 avril 1802) il est promu sous-lieutenant, et membre de la Légion d'honneur dans les toutes premières promotions, le 25 prairial an XII (14 juin 1804). Il est de toutes les batailles. Le 2 décembre 1805, il se distingue à la bataille d'Austerlitz en chargeant sur le plateau de Pratzen parmi les 48 mamelouks de la Garde impériale : son cheval tué, il en prend un autre pour repartir à l'assaut des Russes. Le 27 frimaire an XIV, il est promu lieutenant en premier. Il a encore un cheval tué sous lui à la bataille d'Eylau, et un bras cassé. Le 25 décembre 1806, il est blessé de 7 coups de sabre à Golymin et a encore un cheval tué sous lui. 
En 1812, il est de la campagne de Russie, en 1813 de la campagne de Saxe où le 27 août, à Dresde, il est blessé à nouveau par un boulet qui tua son cheval. Un mois plus tard, le 28 septembre, à Altenbourg, il est blessé d'un coup de lance en sauvant la vie de son chef, le colonel Kirmann. Encore un mois plus tard, le 22 octobre, il reçoit un autre coup de lance à Weimar, puis est blessé par balle le 30 octobre à la bataille de Hanau, où il a encore un cheval tué sous lui. Le 25 mars 1814 il a un cheval tué sous lui à Brienne. 

### Cent Jours et Restauration
En 1814, quand l'escadron des mamelouks est dissous et ses éléments arabes mis pour la plupart à la demi-solde à Marseille, Abdalla d'Asbonne est incorporé avec son grade de chef d'escadron au Corps royal des chevau-légers lanciers de France, un régiment constitué en grande partie de Hollandais. Il fait partie de l'armée royale qui tente d'interdire à l'Empereur l'accès à Paris : le 17 mars 1815, deux jours avant la fuite de Louis XVIII, il est fait chevalier de l'ordre de Saint-Louis.
Pendant la période des Cent-Jours, son régiment sert à la bataille de Waterloo. Abdallah y était-il? Ses états de service établis sous la Restauration ne mentionnent pas cette campagne, mais sa nécrologie sous Napoléon III dit qu'il a combattu à Waterloo. Sous la Restauration, il réside à Melun comme chef d'escadron en demi-solde, dans la ville où il était cantonné au temps des mamelouks de la Garde impériale. Il tente sans succès de revenir au service actif dans l'armée de la Restauration, et fait sans doute dès 1816 des offres de service au royaume de Sardaigne, restées sans suite. Le 24 août 1823 naît à Melun son troisième fils, Charles-Alfred. En 1830, il reprend un temps du service lors de la conquête de l'Algérie, comme interprète attaché à l’état-major de l'armée expéditionnaire d'Afrique. Deux ans plus tard, il est promu officier de la Légion d'honneur.

### Consul de France
Il revient vivre un temps à Melun et, en 1833, revient en Algérie comme commandant de la place d'Arzew. En 1834, il est nommé par Louis-Philippe consul de France à Mascara auprès de l'émir Abd el-Kader, qui vient de signer avec la France le traité Desmichels. Il reste en poste jusqu'en 1837, et n'est remplacé que quand les relations de la France avec Abd el-Kader commencent à se détériorer.
Abdalla d'Asbonne vit ensuite à Paris puis à Melun, où il meurt le 22 novembre 1859 à 83 ans, au 11 boulevard Saint-Ambroise. Il y est aujourd'hui enterré, avec son second fils Alphonse et sa seconde épouse Cécilia.

## Bibliographie

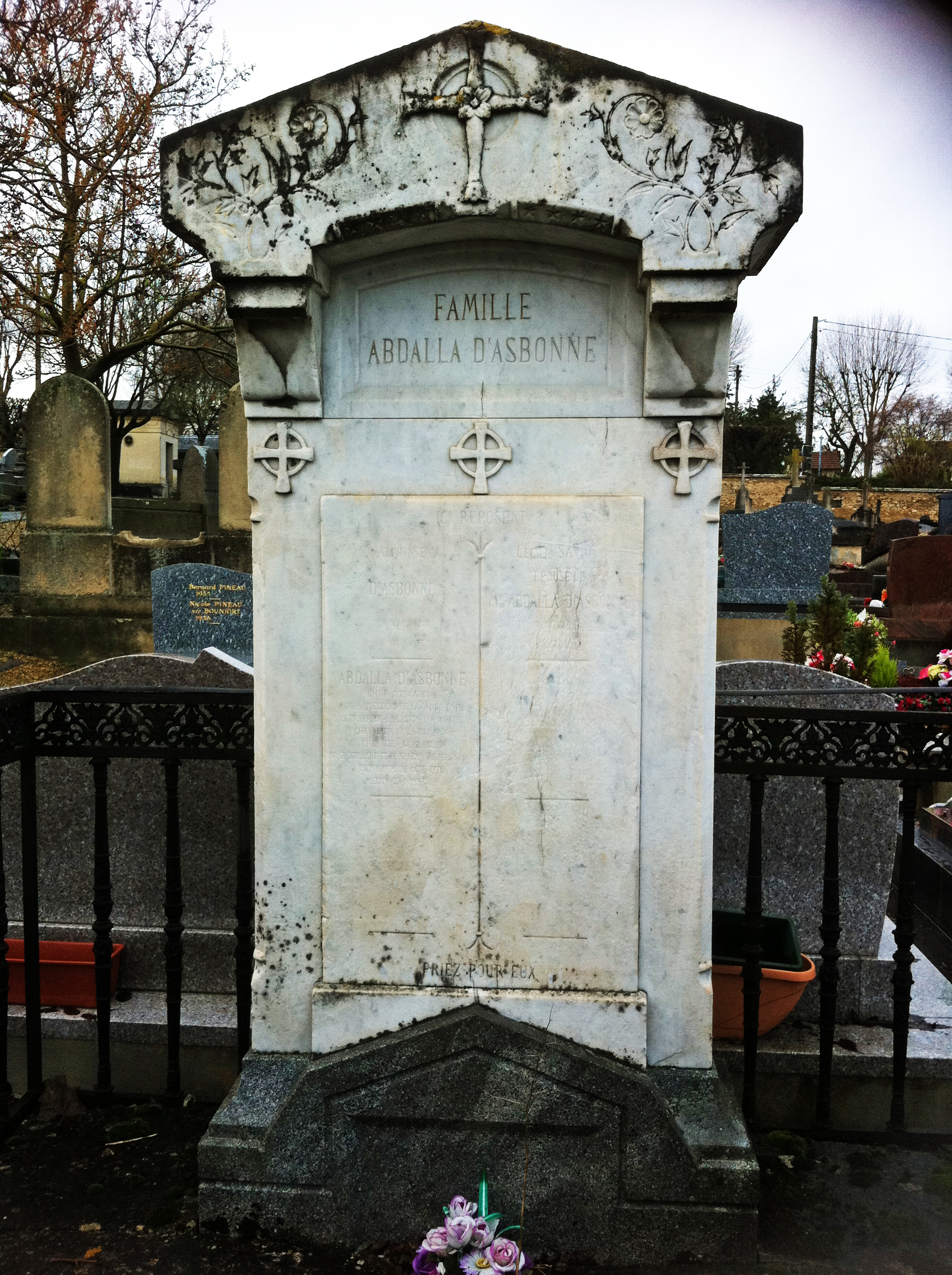
Sépulture familiale d'Abdallah d'Asbonne, Melun, cimetière nord.